# Portoferraio
Portoferraio és un municipi italià que supera els 12 000 habitants. Pertany a la Província de Livorno (Toscana) i és la ciutat més important de l'illa d'Elba. És el municipi més poblat de l'illa i amb 50,35 km² el segon més extens després de Marciana.

## Història
Portoferraio fou fundat, l'any 1548, per ordre del gran duc Cosme I de Florència, del qual la ciutat va prendre el nom ''Cosmopoli'', concebuda com una plaça militar amb l'objectiu de defensar la costa del Gran Ducat de Toscana i l'illa d'Elba; fou per això la primera seu de l'Orde dels Cavallers de Sant Esteve Papa i Màrtir, encarregats d'aquesta defensa. La ciutat al principi era poc més que un conjunt de construccions militars (encara avui estan ben conservades i es poden visitar) com els forts: Fort Stella, Fort Falcone i Fort Inglese i les muralles, en perfecte estat, que envolten el centre històric de Portoferraio.
Romangué sota el control del Gran Ducat de Toscana fins al segle xviii quan l'illa fou el centre d'una guerra, per la seva posició estratègica, entre França, Àustria i Anglaterra, finalment l'illa fou assignada a Napoleó Bonaparte com a residència durant el seu exili. Napoleó va elegir com cap de l'illa Portoferraio, i a la ciutat són encara presents i es poden visitar les dues viles que foren residència de l'emperador francès, gràcies al qual Portoferraio va créixer amb rapidesa així com la resta de l'illa, afavorida per les infraestructures creades i a revalorització de les mines de ferro de Rio Marina que eren d'en Raphaelo Tonietti un home que va ser el primer de portar carbó a Barcelona amb barco, en aquest període Portoferraio esdevingué el port dedicat al transport del ferro des de l'illa d'Elba al continent, de la qual cosa es derivà l'actual nom.
Posteriorment Portoferraio passarà sota el domini dels Apiani, senyors de Piombino, fins al 1860 quan s'unificà Itàlia. La ciutat viurà un període d'estabilitat econòmica, com tota l'illa, gràcies a la mineria de ferro fins als inicis dels anys 70, quan la indústria del ferro entra en crisi. Ràpidament les mines foren desmantellades (la darrera fou tancada el 1981).
En aquests anys es produí una important emigració.
Darrerament Portoferraio, gràcies a la bellesa de les seues platges, s'ha reciclat a la indústria del turisme, que avui en dia representa la principal font de riquesa